# Equip d'usuari

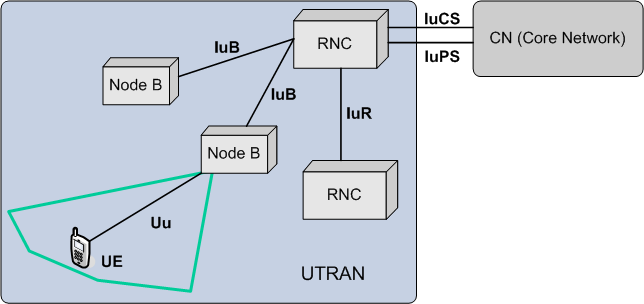
UTRAN (UMTS Radio Access Network)

Al Sistema Universal de Telecomunicacions Mòbils (UMTS) i 3GPP Long Term Evolution (LTE), l'equip d'usuari (UE) és qualsevol dispositiu utilitzat directament per un usuari final per comunicar-se. Pot ser un telèfon de mà, un ordinador portàtil equipat amb un adaptador de banda ampla mòbil o qualsevol altre dispositiu. Es connecta a l'estació base Node B /eNodeB tal com s'especifica a les especificacions de la sèrie ETSI 125/136 i 3GPP 25/36. Correspon aproximadament a l'estació mòbil (MS) en sistemes GSM.
La interfície de ràdio entre l'UE i el node B s'anomena Uu.

## Funcionalitat
UE gestiona les següents tasques cap a la xarxa principal:
- Gestió de la mobilitat
- Control de trucades
- Gestió de sessions
- Gestió de la identitat

Els protocols corresponents es transmeten de manera transparent a través d'un Node B, és a dir, el Node B no modifica, utilitza ni entén la informació. Aquests protocols també s'anomenen protocols d'estrat sense accés.
La UE és un dispositiu que inicia totes les trucades i és el dispositiu terminal d'una xarxa.